# 最低賃金 (日本)
日本の最低賃金（にほんのさいていちんぎん）は、1959年（昭和34年）に制定された最低賃金法（昭和34年4月15日法律137号）等の法令に基づく公的扶助制度である。
その後、1968年に審議会方式に移行し、1978年には地域別最低賃金に全国的な整合性をもたせる必要性により、目安制度が導入され、現在に至る。
地域別において、2024年11月1日時点で最高額は東京都の1,163円、次いで神奈川県の1,162円、最低額は秋田県の951円となっている。

## 水準
日本の最低賃金はOECDの実質最低賃金の統計

OECD各国の実質最低賃金（時給,PPPUSD）

より、アメリカ合衆国ドル建て（2023年実質為替レート）にすると2023年時点では、時給6.91ドルであり、OECD加盟国の中で、最低賃金制度のある30か国中16位であり、中位ランクであるが、G7の中では最低賃金制度の無いイタリアを除けば、最も低い。また購買力平価（2023年）で換算した場合、時給9.26ドルであり、同じく30か国中16位と中位ランクであり、G7の中でアメリカ（2023年：7.25ドル）に次いで低い。
フルタイム労働者賃金に対する法定最低賃金の比率は、2023年時点で中央賃金の場合は、0.460でありOECD加盟国の中で、30カ国中26位であり、下位ランクであり、G7の中では最低賃金制度の無いイタリアを除けば、アメリカ（2023年：0.260）に次いで最も低い。平均賃金の場合は、0.403でありOECD加盟国の中で、30カ国中20位であり、同じく下位ランクであり、G7の中でも同じく、アメリカ（2023年：0.183）に次いで、2番目に低い。
また、1人当たりGDPに対しての比率は2023年時点では0.391であり、150カ国中93位であり、中の下ランクである。G7の中では低い方から3番目である。

## 比較
最低賃金を満たしているかどうかの計算式は以下によって求めることが出来る。なお、通勤手当・皆勤手当・家族手当・深夜割増手当・時間外労働または休日労働手当は算入しない。臨時に支払われる手当（結婚手当など）も算入しない。住宅手当は除外賃金に指定されていないので、参入して計算する。除外する賃金は最低賃金の種類ごとに指定できることになっているが、どの最低賃金も同じ手当が除外手当として指定されている。
- 基本給が月150,000円、住宅手当が月5,000円、職務手当が月25,000円、通勤手当が月8,000円で、1ヶ月の合計が188,000円。年間所定労働日数が250日、1日の所定労働時間が7時間30分。勤務地の最低賃金額が1140円とする。

1. 188,000円（1ヶ月の合計） = 150,000円（基本給） + 5,000円（住宅手当） + 25,000円（職務手当） + 8,000円（通勤手当）
2. 通勤手当を差し引く。188,000円（1ヶ月の合計） - 8,000円（通勤手当）= 180,000円。
3. 時間額に換算する。180,000円 ÷ 1ヶ月平均所定労働時間（250日 × 7.5時間 ÷ 12ヶ月） = 1,152円
4. 最低賃金が1,140円なので、1,152円 ＞ 1,140円 となり、正しい賃金体制となっていることが分かる。

以下に挙げるの計算式は簡略したもので、時間額に換算するものである。
1. 時間給制 - 時間給 ≧ 最低賃金額（時間額）
2. 日給制 - 日給 ÷ 1日の所定労働時間 ≧ 最低賃金額（日額）
3. 月給制 - （（月給額 × 12ヶ月）÷（年間総所定労働日数 × 所定労働時間））≧ 最低賃金額（時間額）
  - また、月給 ÷ 1ヶ月平均所定労働時間 ≧ 最低賃金額（時間額）という計算方法もある。
4. 法定労働時間フルタイムで労働時間が曖昧な場合は法定労働時間の算出に月間所定労働時間を用いる（労働基準法第32条に準じる）。365日（1年の日数）÷ 7日（1週間の日数）×40時間（1週間の法定労働時間）＝約2085.71時間（1年の推定労働時間）÷12ヶ月＝約173.8時間（1カ月の推定月法定労働時間）、この時間以上の労働は法定労働時間外労働として割り増し賃金が付く[5]。

- 法定の労働時間、休憩、休日を守り。変形労働時間制を採用せず。深夜業をしない、36協定を結んでの時間外労働や法定休日労働をしない場合。1日8時間労働、45分間休憩（または労働基準法の最低基準である45分間を超える1時間休憩など）、週の起算日の定め無し（起算日は日曜日となる）、公休として法定休日は日曜日、法定外休日は土曜日、平日祝日の法定外休日無し、週40時間労働の完全週休2日制。1月1日が日曜日から始まる平年。勤務地の最低賃金額が1,140円、各種手当て無しとする。
  - 使用者は、原則として、1日に8時間、1週間に40時間を超えて労働させてはいけません。
  - 使用者は、労働時間が6時間を超える場合は45分以上、8時間を超える場合は1時間以上の休憩を与えなければいけません。
  - 使用者は、少なくとも毎週1日の休日か、4週間を通じて4日以上の休日を与えなければなりません[6]。
    - 1年は52週あり土曜日52日+日曜日52日＝104日となり、1年の総労働時間は平年2088時間、閏年2096時間。14種類ある暦パターンの内、日曜日から始まる平年は1月1日が日曜日、土曜日から始まる平年は12月31日が土曜日となり土曜日52日+日曜日52日+α＝105日、1年の総労働時間2080時間。日曜日から始まる閏年は1月1日が日曜日、金曜日から始まる閏年は12月31日が土曜日となり土曜日52日+日曜日52日+α＝105日、1年の総労働時間2088時間。土曜日から始まる閏年は1年が53週あり12月30日が土曜日+12月31日が日曜日となり土曜日53日+日曜日53日＝106日となる、1年の総労働時間2080時間。

1. 365日（1年の合計日数）-53日（日曜日）-52日（土曜日）＝260日（労働日）
2. 260日（労働日）×8時間（労働日1日の労働時間）＝2080時間（1年の総労働時間）
3. 最低賃金が1,140円なので、2080時間（1年の総労働時間）×1,140円（最低賃金）＝2,371,200円（年収）
4. 2,371,200円（年収）÷12ヶ月＝約197,600円（平均月収）
5. 実際の労働日は。3月、5月、8月は23日で209,760円（月収）。1月、6月、10月、11月は22日で200,640円（月収）。7月、9月、12月は21日で191,520円（月収）。2月、4月は20日で182,400円（月収）。
6. 1,140円（最低賃金）÷60分（1時間）＝19円（最低分給）
7. 8時間（労働日1日の労働時間）×1,140円（最低賃金）＝9,120円（1日の日給）
8. 約2087.20時間（1年の平均法定労働時間）×1,140円（最低賃金）＝2,379,408円（平均年収）
9. 約2087.20時間（1年の平均法定労働時間）×1,140円（最低賃金）×45年（15歳中学卒業、就職 - 60歳定年）＝107,073,360円（生涯賃金）

- 時間外、休日及び深夜の割増賃金
  - 1日8時間である法定労働時間以上の時間外労働。もしくは、1週間の合計法定労働時間40時間以上（時間外労働は合算しない）の時間外労働→2割5分以上の割増賃金
｛1,140円（最低賃金）+（1,140円（最低賃金）×0.25（割増率）以上）＝1,425円以上（最低賃金+割増賃金）｝

- 2018年（平成30年）6月に労働基準法が改正され、36協定で定める時間外労働に罰則（6か月以下の懲役または30万円以下の罰金）付きの上限が設けられることとなった。2019年（平成31年）4月1日に施行された。ただし、中小企業への適用は2020年（令和2年）4月1日から施行されている。

- 時間外労働の上限（「限度時間」）は、月45時間・年360時間となり、臨時的な特別の事情がなければこれを超えることが出来ない。臨時的な特別の事情があって労使が合意する場合でも、年720時間、複数月平均80時間以内（休日労働を含む）、月100時間未満（休日労働を含む）を超えることは出来ない。また、月45時間を超えることができるのは、年間6か月までである。また、特別条項の有無にかかわらず、1年を通して常に、時間外労働と休日労働の合計は、月100時間未満、2 - 6か月平均80時間以内にしなければならない。時間外労働が36協定の限度時間を越えたときは、2割5分を超える率に制定する努力義務が発生する[7]。
  - 上記の上限規制の施行に当たっては経過措置が設けられており、2019年4月1日（中小企業は2020年4月1日）以後の期間のみを定めた36協定に対して上限規制が適用される。2019年（平成31年）3月31日を含む期間について定めた36協定については、その協定の初日から1年間は引き続き有効となり、上限規制は適用されない。また、下表に該当する職業は、上限規制について他と異なる条件がある。

| 職業                            | 2024年4月以降の取扱い |
| ------------------------------- | --- |
| 自動車運転の業務                | 特別条項付き36協定を締結する場合の年間の時間外労働の上限が年960時間となる。 時間外労働と休日労働の合計について、月100時間未満、2～6ヶ月平均80時間以内とする規制と時間外労働が月45時間を超えることができるのは年６ヶ月までとする規制については適用外である。 |
| 工作物の建設の事業              | 災害時における復旧及び復興の事業を除き、上限規制がすべて適用。 災害時における復旧及び復興の事業には、時間外労働と休日労働の合計について、月100時間未満、 2～6ヶ月平均80時間以内とする規制の適用外となる。 |
| 医師                            | 特別条項付き36協定を締結する場合の年間の時間外・休日労働の上限が最大1860時間（※）となる。 時間外労働と休日労働の合計について、月100時間未満、2～6ヶ月平均80時間以内とする規制と時間外労働が月45時間を超えることができるのは年６ヶ月までとする規制については適用外である。また、医療法等に追加的健康確保措置置（連続勤務時間制限・勤務間インターバル規制等）に関する定めがある。 ※特別条項付き36協定を締結する場合、特別延長時間の上限（36協定上定めることができる時間の上限）については、下記の時間数となる。 A水準（原則）、連携B水準（医師派遣を行う病院）：年960時間（休日労働含む） Ｂ水準（救急医療等）、Ｃ水準（臨床・専門研修）（高度医療の修得研修）では、年1,860時間（休日労働含む） なお、医業に従事する医師については、特別延長時間の範囲内であっても、個人に対する時間外・休日労働時間の上限として副業・兼業先の労働時間も通算して、時間外・休日労働を以下の基準とする。 Ａ水準：年960時間/月100時間未満（例外的につき100時間未満の上限が適用されない場合がある） Ｂ・連携Ｂ水準・Ｃ水準：年1,860時間/月100時間未満（例外的に月100時間未満の上限が適用されない場合がある）とする必要がある。 |
| 新技術・新商品等の 研究開発業務 | 時間外労働の上限規制は適用なし。 ただし、時間外労働１週間当たり40時間を超えて労働した時間が月100時間を 超えた場合には、医師による面接指導を受けさせなければならない。 また、代替休暇の付与等の健康確保措置を設なければならない。 |

- - 午後10時から翌日午前5時までの間。もしくは厚生労働大臣が必要であると認める場合においては、その定める地域または期間については午後11時から午前6時までに労働する深夜業→2割5分以上の割増賃金｛1,140円+（1,140円×0.25以上）＝1,425円以上｝
  - 法定休日労働→3割5分以上の割増賃金｛1,140円+（1,140円×0.35以上）＝1,539円以上｝
    - 法定休日には法定労働時間が存在しないため、時間外労働に対する割増賃金は発生しない。

  - 延長して労働した時間が1箇月について60時間を超えた分（60時間1分以上）の時間外労働→5割以上の割増賃金
｛1,140円+（1,140円×0.5以上）＝1,710円以上｝
- 60時間を越える時間外労働について5割中、2割5分の割増賃金の代わりに労使協定によって有給の代替休暇をあてる事も出来る。この場合、労働者が実際に有給の休暇を取得しなかった場合には、本来の50%割増賃金を支払う必要がある（例：60分×0.25（割増）以上＝15分以上。代替休暇は1日または半日単位で、60時間を超える法定時間外労働があった月の末日の翌日から2ヶ月以内の期間）。

- 重複して加算する割増賃金
  - 時間外労働が深夜業となった場合→2割5分（時間外労働）+2割5分（深夜業）＝合計5割以上の割増賃金
｛1,140円+（1,140円×（0.25以上+0.25以上））＝1,710円以上｝
  - 法定休日労働が深夜業となった場合→3割5分（休日労働）+2割5分（深夜業）＝6割以上の割増賃金
｛1,140円+（1,140×（0.35以上+0.25以上））＝1,824円以上｝
  - 延長して労働した時間が1箇月について60時間を超えた分（60時間1分以上）の時間外労働が深夜業となった場合→5割（60時間超の時間外労働）+2割5分（深夜業）＝7割5分以上の割増賃金
｛1,140円+（1,140×（0.5以上+0.25以上））＝1,995円以上｝
- 前出の法定労働時間に加え。1年の内6か月を限度時間を越え過労死ラインである80時間の時間外労働、6か月を1か月の限度時間である45時間の時間外労働をした場合。

1. 60時間（時間外労働）×｛1,140円（最低賃金）+（1,140円（最低賃金）×0.25（時間外労働割増率）以上）｝+20時間（60時間超時間外労働）×｛1,140円（最低賃金）+（1,140円（最低賃金）×0.5（60時間超時間外労働割増率）以上）｝＝72,000円以上（時間外労働残業代）+28,800円以上（60時間超時間外労働残業代）＝119,700円以上（残業代合計）
2. 45時間（時間外労働）×｛1,140円（最低賃金）+（1,140円（最低賃金）×0.25（時間外労働割増率）以上）｝＝64,125円以上（時間外労働残業代）
3. 119,700円以上（残業代合計）×6か月+64,125円以上（時間外労働残業代）×6か月＝604,800円以上+324,000円以上＝1,102,950円以上（年間残業代合計）
4. 2,371,200円（年収）+1,102,950円以上（年間残業代合計）＝3,474,150円以上（時間外労働した場合の年収）

## 歴史的経緯

### 1947年（労働基準法制定） - 1968年（審議会方式移行）
日本において、1947年 （昭和22年）に労働基準法によって最低賃金の規定が設けられた。この当時の定め方は、労働大臣（現・厚生労働大臣）または都道府県労働基準局が必要に応じて、最低賃金審議会の答申または建議に基づいて定めるやり方であった。しかし実際には、戦後の混乱期の最中であり、機能しなかったため、批判が多く出た。
そのため、1959年（昭和34年）に、内閣総理大臣岸信介が成立させた最低賃金法（昭和34年4月15日法律137号）によって、最低賃金制度が導入された。
しかし、最低賃金法制定前にも、それに類似した制度があった。それは1956年に静岡県労働基準局長の指導のもとに静岡缶詰協会の会員事業所が缶詰調理工の初任給協定を締結したことから始まった。
この協定は、法的な拘束力もなく、労働側の参加もなかった。使用者間で、他の企業に待遇を理由に転職することを防ぐために決めた初任給協定だったのである。つまり、労なき審議により、最低賃金が決められたわけである。この方法による最低賃金の決め方は、世界に類例を見ない独特の決定方式であった。使用者間で決める方式が普及したのである。
この最低賃金は、制定された最低賃金法には、労働協約や審議会方式を可能にする条項もあったが、旧労働省の積極的な推進により各地で締結され、最低賃金法が制定される1959年の4月までに127件になったとされる。
この業者間協定方式が法制化されることになった背景には、以下の理由がある
- 当時、輸出の急増によってアメリカ合衆国を中心に諸外国から低賃金・長時間労働によるソーシャル・ダンピングとの批判が日本に向けられ、ガット加入への障害になっていたこと
- 国内的には本格的な高度成長期の到来を前に、繊維や金属・機械などの低賃金業種で若年者の初任給が上昇し、それをカルテルにより阻止しようとする意図があったとされる。

しかし、この方式による最低賃金の決め方は、使用者側に有利な決め方であるため、協定最低賃金の水準の低さが問題視されるようになり、更には、業者間や地域間でそれぞれ決めていたため。不均衡が生まれた。
そこで、法成立後に設置された中央最低賃金審議会 (公労使各7名) が1964年に「最低賃金の対象業種および最低賃金額の目安について」の答申を出し、地域別及び業種別 (3地域2業種別)に最低賃金の具体的な目安を示した。
ただし、2年後の1966年には業種区分が廃止され、地域別の目安のみが示されるようになった。

### 1968年（審議会方式移行） - 1978年（目安制度導入）
審議会により使用者間による協定方式から審議会方式への移行が主張された結果、1968年には法改正によって審議会方式が基準とされ、業者間協定方式は廃止された。
審議会方式へと移行した背景には、労働者の代表が関与しない業者間協定方式では、労使が平等に参与すべきであると定めた国際労働機関(ILO)第26号条約に反しており、ILO 条約を批准できないという事情があった。
こうして審議会方式に移行したことで、1971年に最低賃金に関するILO 条約 (第26条及び第131号) の批准が行われた。この年は同時に法第16条「最低賃金審議会の調査審議に基づく最低賃金」のもとで、地域別最低賃金の審議が地方で始まった年でもある。
その後、労働省の「最低賃金の年次推進計画」のもとに県全域の労働者を対象にしてそれは急速に発展した。
他方、法第11条「労働協約に基づく地域的最低賃金」による方式は、企業別組合をベースにする労使関係のもとでは普及せず、むしろ審議会方式による産業別最低賃金が業種を大括りにした形で進展した。
こうして、地域別最低賃金が整備されたものの、都道府県ごとに決めていたため、全国で見た場合、整合性に欠けていた。そのため、全国一律の最低賃金制度が労働側から求められたのである。
実際に、1975年労働4団体（総評、全日本労働総同盟、中立労働組合連絡会議、全国産業別労働組合連合）が「全国一律最低賃金制」を求め、これに応じて野党4党（日本社会党、日本共産党、公明党、民社党）が国会に改正法案を提出した。
この法案は可決されなかったが、1977年に、中央最低賃金審議会より、地域別最低賃金に全国的な整合性をもたせる必要性が認められ、毎年の最低賃金の改定に際し中央最低賃金審議会が改定の目安を作成し地方最低賃金審議会に示すこととした。（いわゆる「目安方式」）

### 1978年（目安制度導入）以降
1978年に目安制度が導入され、現在の日本の最低賃金制度の骨格が出来上がった。また、地域別最低賃金の引き上げ額について中央最低賃金審議会が地方の審議会に対して目安を提示した時期である。都道府県を A, B, C, D の四つのクラスに分類し、それぞれについて引き上げ額の目安を示すというものである。
ただし、公労使の三者が合意できたのは最初の3年間のみで1981年以降は公益見解として引き上げ額が地方に示され、労使はそれぞれの不満を意見書によって表明している。
こうして地域別最低賃金が労働者の間で定着したが、産業別最低賃金の位置付けについて課題が生じた。このため中央最低賃金審議会において、産業別最低賃金のあり方が労使間で長い期間議論がされた。その結果、
1. 産業別最低賃金は、労使のイニシアティブに基づく制度として、労使団体から申出があった場合に限り、審議会に諮問を行い決定等の手続を開始すること
2. 産業の範囲を小くくりとし、基幹的労働者に適用することとした（新産別最低賃金）。

また、地域別最低賃金を下回る産業別最低賃金は順次廃止されることとされた。
そして、2007年の最低賃金法改正の内容は次のとおりである。
- a. 審議会方式による最低賃金制度に関して、地域別最低賃金と産業別最低賃金制度の2つの決定方式を区分して法律上規定した。従来の法律ではこれらは審議会方式の決定方式としてまとめて規定されていた。
- b. 地域別最低賃金制度の強化が行われた。

まず最低賃金は「地域ごとに決定されなければならない」と定め、地域別最低賃金が必要的設定事項であることを明確化した。
また、従来は 都道府県労働局長の許可により最低賃金を適用除外する制度が設けられていたが、これを廃止し、例外なくすべての労働者に適用されることした。また、罰金額の引上げも行われた。
- c. 最低賃金が生活保護の水準を下回らないよう、最低賃金の決定に関して、「生活保護との整合性に配慮する」ことが定められた。
- d. 産業別最低賃金は、「特定最低賃金」として、関係労使の申出がある場合に限り決定する（任意的設定）旨定められた。

産業別は労使の主体的な取組により決定される制度であることを明確化したものである。
- e.決定実績のほとんどなかった労働協約の拡張による最低賃金（労働協約の拡張による最低賃金は2件決定されているに止まっていた）は、廃止された。
- f.特定最低賃金の適用範囲が派遣労働者を含めるようになった。

その後、1975年に労働4団体によって求められていた最低賃金全国一律化を目的とした議員連盟「全国一律最低賃金制の法制化を推進する議員連盟」が、2019年2月7日に自民党内で発足している。

## 制度
- 日本の現行の法制については、最低賃金法を参照。

最低賃金制度の在り方について労働政策審議会の意見の提出があったときは、日本国政府は速やかに必要な措置を講ずるものとされている（昭和43年法律第90号附則第8項）。
最低賃金には地域別最低賃金（法第2節）と特定最低賃金（法第3節）とが設けられている。その額の決定、変更については、中央最低賃金審議会（厚生労働省）が厚生労働大臣へ引き上げ（引き下げ）の答申を行い、その答申を元に、各都道府県の地方最低賃金審議会（都道府県労働局）がそれぞれの最低賃金を審議・答申し、都道府県労働局長が定める形式となっている（法第10条、第15条）。
地域別最低賃金
地域別最低賃金は、あまねく全国各地域について決定されなければならないとされ（法第9条1項）、産業や職種にかかわりなく、都道府県内の事業場で働くすべての労働者とその使用者に対して適用される最低賃金として、各都道府県に1つずつ、全部で47件の最低賃金が定められている。
2007年（平成19年）11月28日の法改正により、ワーキングプア解消を目指し最低賃金を決める際、生活保護に係る施策との整合性に配慮することを明記し「労働者が健康で文化的な最低限度の生活を営むことができるよう」との文言も加えられた。最低賃金未満で働かせた企業への罰則も、「2万円以下」から「50万円以下」の罰金に引き上げられた（法第40条）。
特定最低賃金
特定最低賃金は、特定地域内の特定の産業について、関係労使が基幹的労働者を対象として、労使の申出に基づき、地域別最低賃金より金額水準の高い最低賃金を定めることが必要と認めるものについて設定されていて（法第15条）、平成19年（2007年）の最低賃金法改正により、旧来の産業別最低賃金を発展的に解消したものである。
2025年（令和7年）3月末現在、全国で224件の最低賃金が定められており、適用労働者数は約295.7万人である。また、特定最低賃金全国加重平均額は、1,063円となっている。
特定最低賃金は、地域別最低賃金において定める最低賃金額を上回るものでなければならない（法第16条）とされているが、特定最低賃金と地域別最低賃金の双方が適用される労働者については、そのいずれか高いほうが適用されることになる。
また近年では、地域別最低賃金が特定最低賃金に追いついてきおり、更には、東京都・神奈川県は、地域別最低賃金の方が高いため、実質的に地域別最低賃金のみ適用されている状況より存在意義が薄くなったことを理由に、経団連や日本商工会議所・全国商工会連合会・全国中小企業団体中央会から前年にも引き続いて地域最低賃金より下回っている特定最低賃金を始めとした廃止を求める意見もある。

## 減額・適用除外
上記の様に最低賃金は全ての賃金に対して適用されるが、以下のいずれかに該当する者について、都道府県労働局長の許可を得た場合は、厚生労働省令で定める率を減額した額を最低賃金額とすることができる（法第7条）。
1. 精神又は身体の障害により著しく労働能力の低い者[* 2]
2. 試用期間中の者
3. 職業能力開発促進法第24条第1項の認定を受けて行われる職業訓練のうち職業に必要な基礎的な技能及びこれに関する知識を習得させることを内容とするものを受ける者であつて厚生労働省令で定めるもの
4. 軽易な業務に従事する者その他の厚生労働省令で定める者（断続的労働に従事する者。施行規則3条2項）

2008年（平成20年）7月の改正法施行により、それまでの「適用除外」から「減額特例」へと変更された。最低賃金のセーフティネットとしての機能を強化する観点から、最低賃金の適用対象をなるべく広範囲とすることが望ましく、減額措置が可能であるならば、適用除外とするよりも減額した最低賃金を適用した方が、労働者保護に資することから改正されたものである。また減額事由から「所定労働時間の特に短い者」が法文から削除された。
改正前の適用除外許可及び改正後の減額特例許可の件数の推移は、中央最低賃金審議会の資料に示されていて、改正前の許可が失効し切り替えが多数行われた2009年度（平成21年度）を除き、おおむね改正後も改正前と同水準で許可が行われている。
減額特例が適用された労働者数は、2023年度（令和5年度）時点で16,435人であり、適用された全労働者の約84%が断続的労働に従事する者（13,879人）であり、次いで知的障害者（2,137人）であり、この２つで全適用労働者の約98%を占める。逆に、上記の2と3の条件で適用された労働者はおらず、3については2024年3月31日時点において令和2年度に4人許可したのを最後にいなくなっている。
また、断続的労働とは、休憩は少ないが手待ち時間が多い業務を指し、守衛や学校の用務員、専属の運転手、マンションの管理人など、巡回があったり、送迎をしている時間以外は待機したり休憩しているような職種が対象となる。但し、手待ち時間が実作業時間を上回ることと実作業時間と手待ち時間が交互に繰り返されることが条件であるが、以下の条件の場合は許可されない。
- 実作業時間が1日平均8時間を超える場合
- 危険を伴ったり相当の精神的緊張を要する業務に従事している場合
- 断続的労働と通常の労働とが1日の中において混在してたり、日によって反復する業務に従事している場合
- 労働の途中に休憩時間を何回も入れるなど人為的に断続的な労働形態を採用した場合
- ボイラー技士
- タクシーの運転手

## 決定方式

### 中央最低賃金審議会
日本では「春闘」が行われる。春闘ではまず大手企業で賃金交渉が行われ、その結果を踏まえて、中小企業の交渉が行われる。この中小企業の交渉による賃上げ状況の結果を踏まえて、最低賃金額が定められる。そのため、最低賃金の審議は、中小企業の賃上げ状況が明らかになる時期を見計らって、6月下旬から7月初旬に開始される。つまり、最低賃金近傍で働く人々の生活保障よりも、中小企業の賃金支払い能力に応じて引き上げられてきたのが実情であった。
しかしながら、2016年 - 2019年は、内閣総理大臣 安倍晋三の意向により、これよりも上回る3%の引き上げを行っていた。ところが、新型コロナウイルス感染症（COVID-19）流行による経済への悪影響により、2020年6月3日に開催された全世代型社会保障検討会議より、内閣総理大臣安倍晋三により、最低時給最低賃金引き上げについて中小企業の経営状況に考慮して引き上げるよう指示したため、中央最低賃議会が事実上の据え置きを示したため、この数値を大幅に下回ることとなった。 翌年の2021年は、骨太方針2021より、早期に全国加重平均1,000円を目指し2021年の引き上げを行うことを明言したこと、コロナ感染症2019ワクチン接種が進んでいることや、経済指標の一部で回復がみられること、経営が厳しい企業には支援策が検討されていることから、全国加重平均（2020年）の約3.1%に当たる28円を全都道府県一律で上げるよう示され、一部の7県がそれ以上の引き上げ額を行い、全国加重平均額を指示通り28円引き上げた。
そして、最低賃金改定において、中央最低賃議会により目安の審議が行われている。この審議は、例年6月下旬から7月初旬に、厚生労働大臣から審議会に、目安審議の諮問がなされることより開始される。審議会は、例年7月末か8月初旬に、目安についての答申を行う。具体的な目安額の審議は、審議会に設置される「目安小委員会」において行われる。
最低賃金審議会において、賃金の実態調査結果など各種統計資料を十分参考にしながら審議が行われ、
1. 労働者の生計費
2. 労働者の賃金
3. 通常の事業の賃金支払能力

の3要素を考慮して決定または改定されることとなっている。特に1は、2007年の改正により、生活保護と整合性をもつことになっており、生活保護を上回るように配慮されている。なお、審議会に使用される各種統計資料の中で賃金改定状況調査の賃金上昇率を重要な参考資料としている。
目安額については例年労使の意見の隔たりが大きく、1981年以降は、審議会の公益委員の考え方が「公益委員会見解」として各地方最低賃金審議会に提示されている。目安に関する公益委員見解は、都道府県をA、B、C、Dの4つのランクに分けて、引上げ額を提示している。
このランクについて、厚生労働省は2023年10月の改定よりA、B、Cの3つのランクに削減し、地域ごとの格差を是正する方針を固めた。
なお、目安の引き上げ率でこれまでの最高は、1980年の7%である。他方、最低は、2003年 の0.0%、2002年、2004年、2009年、2020年 は、「現行水準の維持を基本として引上げ額の目安は示さないことが適当」とされた。
そして、都道府県のランク分けは5年に1度見直しが行われている。
見直しは、所得・消費に関する指標 (5指標)、給与に関する指標 (9指標)、企業経営に関する指標 (5指標) を指標化し、各指標を平均して総合指標を計算する。その総合指標が大きいものから並べて、ランク間の移動・ランクごとの変動をおさえ、各ランクにおける総合指数の分散の度合いを小さくすることを考慮して、ランク分けが決定される。
また、具体的な指標は以下の通りである。
- 所得・消費に関する指標

1. 1人当たりの県民所得 「県民経済計算年報」内閣府
2. 雇用者1人当たりの雇用者報酬 「県民経済計算年報」内閣府
3. 1世帯1月当たりの等価消費支出（総世帯）[54] 「全国家計構造調査」総務省
4. 消費者物価地域差指数 「小売物価統計調査」総務省
5. 1人当たり家計最終消費支出 「県民経済計算年報」内閣府

- 給与に関する指標

1. 1人1時間当たり所定内給与額（5人以上） 「賃金構造基本統計調査」厚生労働省
2. 常用労働者1人1時間当たり所定内給与額（5人以上） 「毎月勤労統計調査 - 地方調査」厚生労働省
3. 常用労働者1人1時間当たり所定内給与額（中位数）（1 - 29人（製造業99人）） 「最低賃金に関する基礎調査」厚生労働省
4. 短時間労働者1人1時間当たり所定内給与額（5人以上）「賃金構造基本統計調査」厚生労働省
5. 1人1時間当たり所定内給与における第1・十分位数（5人以上） 「賃金構造基本統計調査査（特別集計）」厚生労働省
6. 短時間労働者1人1時間当たり所定内給与における第1・十分位数（5人以上） 「賃金構造基本統計調査（特別集計）」厚生労働省
7. 常用労働者1人1時間当たり所定内給与における第1・十分位数（1 - 29人（製造業99人）） 「最低賃金に関する基礎調査」厚生労働省
8. 新規高校学卒者の初任給（10人以上） 「賃金構造基本統計調査」厚生労働省
9. 地域別最低賃金額 厚生労働省

- 企業経営に関する指標

1. 1事業従事者当たり付加価値額（製造業） 「経済センサス - 活動調査」総務省
2. 1事業従事者当たり付加価値額（建設業） 「経済センサス - 活動調査」総務省
3. 1事業従事者当たり付加価値額（卸売業、小売業） 「経済センサス - 活動調査」総務省
4. 1事業従事者当たり付加価値額（飲食サービス業） 「経済センサス - 活動調査」総務省
5. 1事業従事者当たり付加価値額（サービス業） 「経済センサス - 活動調査」総務省

### 都道府県の最低賃金審議会
中央最低賃金審議会で目安が示されると、各都道府県の最低賃金審議会が、都道府県労働局長の諮問を受けて調査審議を行い、地域別最低賃金額についての答申が行われ、通例8月中に行われる。
最低賃金審議会は公労使の3者の審議で行われており、例年では公にあたる公益委員会が労働者側と使用者側の間に立って審議が行われる。なお、それぞれ3者の人数はそれぞれ同数となっている。
更に、地方最低賃金審議会において、実際の最低賃金の決定には、各都道府県労働局が実施した『最低賃金に関する基礎調査結果』 などの資料をもとに行う。
この調査結果から、作業実態、賃金実態等を視察、関係労使からの聞き取りから金額を検討するほか、当該地域の生計費、学卒初任給、労使間で協定した企業内の最低賃金、賃金階級別の労働者分布、決定しようとしている最低賃金額未満の賃金を支給されている労働者数などを考慮して結論が出されるとされている。
しかし、前記の調査結果にある統計の内、どの統計が重要視されているかは、分かってない。そして、2007年の改正より、生活保護との整合性を配慮しているが、その際、配慮される基準は、12歳から19歳までの単身の生活扶助基準（第1類＋第2類＋期末一時扶助費＋都道府県の住宅扶助実績値）とされている。
審議の場では、生活保護水準との乖離額を地方最低賃金審議会が定める年数で割って得られる額と、ランクごとの引き上げ額とを比較して、大きい方の額とすることになった。
その後、都道府県最低賃金審議会の答申は公示され、当該都道府県の労働者及び使用者からの異議申立の手続を経て、都道府県労働局長が最低賃金額改定の決定を行い公示する。
このような手続を経て公示後30日後に新しい地域別最低賃金が発効する。発効日は都道府県により異なっている。遅くとも11月初旬までには発効されるが、たいていの場合、10月初旬には行われている。
なお、中央最低賃金審議会目安小委員会「目安制度の在り方に関する全員協議会」により、「目安」に対して、度々議論が行われてきた。

## 履行保証
最低賃金違反の疑い等がある場合、労働基準監督官が、事業場（工場や事務所など）に立ち入り、事業主に対して改善命令等を文書で行い、その是正を指導する。それでも法令違反が是正されなかったり、法令違反の内容が重大または悪質な場合、労働基準監督官は、特別司法警察職員（司法警察員）として犯罪捜査と被疑者の逮捕、送検を行う権限を行使する。2023年度（令和5年度）時点での全国の労働基準監督官数は3,112人である。
日本では近年、最低賃金違反、残業代の未払い、長時間労働などが常態化した企業が問題となっている。フリーダム・ハウスのレポートの中でも、少なくとも長時間労働に関して指摘されている。
また、10月の地域別最低賃金の改定発効を受けて、翌年1月 - 3月に実施される実施最低賃金重点監督では、使用者を労働基準監督署に呼び、労働基準監督官が賃金台帳等を調査する。2019年度（平成31年度）では、監督件数15,671件のうち違反件数が2,145件であり、違反率は約13.7%であった。そして、監督実施事業場の全労働者数19万8,108人の内、7,213人が最低賃金未満であり、全労働者数の約3.6%を占めた。
なお、重点監督における監督指導の対象となる事業場については、各労働基準監督署において、最低賃金未満の労働者割合が高い業種や過去の違反率が高い業種、法違反の疑いのある事業場情報等を踏まえ、監督指導が効果的・効率的に行われるよう選定される。
更に、2023年（令和5年）に外国人技能実習制度の実習実施者に対して10,378件の監督指導を実施し、その73.3%に当たる7,602件で労働基準関係法令違反が認められた。なお、違反は実習実施者に認められたものであり、日本人労働者に関する違反も含まれる。そして、技能実習生から労働基準監督署に対して労働基準関係法令違反の是正を求めてなされた申告の件数は最低賃金法違反第4条（6件）含め141件であった。
そして、労働基準監督機関から出入国管理機関・外国人技能実習機構へ通報した件数は519件、出入国管理機関・外国人技能実習機構から労働基準監督機関へ通報された件数は2,173件であり、特に後者は2019年以降で1,000件を超えている。
また、2023年度（令和5年度）に最低賃金法4条違反による送検件数は13件であった。
地域別最低賃金額以上の賃金額を支払わない場合には、最低賃金法に罰則（50万円以下の罰金）が定められ、特定（産業別）最低賃金額以上の賃金額を支払わない場合には、労働基準法に罰則（30万円以下の罰金）が定められている。
なお、最低賃金法第40条より、地域別最低賃金等について、最低賃金を下回る賃金が支払われた場合は、50万円以下の罰金が科せられる。更に、労働基準法第120条より特定(産業別)最低賃金額以上の賃金額を支払わない場合には、30万円以下の罰金が科せられる。

## 最低賃金未満・近傍の労働者

### 最低賃金未満
最低賃金未満の労働者の比率は、2024年度（令和6年度）では、事業所規模30人未満（製造業等は100人未満）の中小企業を対象にした場合、約1.8%であった。都道府県別にみると、一番高かったのが東京都の約3.5%であり、逆に最も低かったのが、鹿児島県の約0.5%であった。
2024年（令和6年）の非農林水産業の事業所規模5人以上の民営事業所（5 - 9人の事業所については企業規模が5 - 9人の事業所に限る。ただし、教育や医療などの一部の法人は含まれていない）を対象の賃金構造基本統計調査特別集計によれば約2.2%であった。都道府県別にみると、一番高かったのが、青森県が約4.1%、次いで大阪府が約3.5%、埼玉県が約2.8%であった。
産業別では、常用労働者（期間が定められていないか1か月以上の期間を定めて雇われている者）の人数が5人以上いる民営事業所が対象であるが、2023年6月時点で宿泊業、飲食サービス業（約4.7%）、次いで製造業（約4.5%）、不動産業、物品賃貸業（約3.2%）であった。逆に低いのは電気・ガス・熱供給・水道業（約0.3%）、次いで鉱業、採石業、砂利採取業（約0.5%）、情報通信業（約0.6%）であった。なお、卸売業、小売業は、割合は全体平均と同じであるが、最低賃金未満常用労働者に占める割合は約2割を占めている。

### 最低賃金近傍労働者の割合（2020年）
2020年の全国加重平均額の1.1倍以下（時給992円以下）の労働者の割合は、全体で約14%であった。産業別では「宿泊業・飲食サービス業」「卸売業・小売業」等が割合で高かった。男女別では女性で、年齢階級別では若年層と高齢層で、就業形態別では短時間労働者の方が高い傾向を持つ。
なお、等価可処分所得が貧困線未満の世帯に属する雇用者に占める最賃賃金近傍雇用者の割合は、約6割を占めている。
| 全労働者に対する割合（%） | 全体 | 従業員数10人以上で働く正社員 |
| ------------------------- | ---- | ---------------------------- |
| 最低賃金額未満            | 6.2  | -                            |
| 最低賃金額の1.1倍以下     | 14.2 | 3.8                          |
| 最低賃金額の1.2倍以下     | 23.7 | 6.9                          |
| 最低賃金額の1.3倍以下     | 31.6 | 11.7                         |
| 最低賃金額の1.4倍以下     | -    | 17.6                         |

| 年齢別・就業形態別   | 年齢別・就業形態別 | 年齢別・就業形態別 |
| 内訳                 | 男性               | 女性               |
| -------------------- | ------------------ | ------------------ |
| 全体                 | 14.1               | 14.1               |
| 24歳以下一般労働者   | 10.5               | 12.1               |
| 25～59歳一般労働者   | 2.2                | 6.6                |
| 60歳以上一般労働者   | 8.5                | 18.2               |
| 24歳以下短時間労働者 | 45.4               | 48.5               |
| 25～59歳短時間労働者 | 22.2               | 31.4               |
| 60歳以上短時間労働者 | 27                 | 39.0               |

| 産業別                             | 全労働者に対する割合（%） |
| ---------------------------------- | ------------------------- |
| 全体                               | 14.1                      |
| 宿泊業・飲食サービス業             | 34.2                      |
| 卸売業・小売業                     | 22.8                      |
| サービス業（他に分類されないもの） | 15.9                      |
| 不動産業・物品賃貸業               | 12.3                      |
| 運輸業，郵便業                     | 11.2                      |
| 製造業                             | 10.8                      |
| 教育・学習支援業                   | 7.7                       |
| 医療・福祉                         | 7.3                       |
| 建設業                             | 5.4                       |
| 複合サービス事業                   | 5.2                       |
| 金融業・保険業                     | 4.3                       |
| 学術研究、専門・技術サービス業     | 3.8                       |
| 鉱業・採石業・砂利採取業           | 2.9                       |
| 情報通信業                         | 1.9                       |
| 電気・ガス・熱供給・水道業         | 0.9                       |

### 最低賃金近傍労働者の割合（2014年）
2014年（平成26年）時点であるが、賃金構造基本統計調査を基に推計した最低賃金額の1.15倍未満の労働者の比率は、13.38%（約415.4万人）である。以下、具体的な内訳は、
都道府県：一番高いのが沖縄県（21.71%）であり、一番低いのが香川県（6.79%）である。
性別：地域別最低賃金額未満の比率を性別にみると、男性1.15%、女性2.88%と、女性の方がわずかに高い。地域別最低賃金額1.15倍未満の労働者の割合は男性6.45%、女性22.51%であり、女性労働者のうち約2割の労働者の賃金は最低賃金から100円 - 130円程度高い水準未満にある。
雇用形態・期間の定めの有無：正社員・正規の職員であり、かつ期間の定めがない労働者の場合、地域別最低賃金額1.15倍未満の労働者の割合は 2.96%（男性：1.92% 女性：5.40%）であり、他の属性に比べて少ない。未満率が最も高いのは、無期の契約社員などを含む「正社員・正職員以外×期間の定めのない労働者」であり、地域別最低賃金額1.15倍未満の労働者は、40.00%（男性：28.33% 女性：45.13%）である。有期のパートタイム労働者などを含む「正社員・正職員以外×期間の定めがある労働者」は、27.99%（男性：20.71% 女性：31.83%）であり、非正規の中では、期間の定めのない労働者の方に低賃金労働者が多いという特徴がある。
就業形態：一般労働者（1日当たり5時間以上働く常勤労働者）の最低賃金額1.15倍未満の労働者の割合は4.66%（男性：2.89% 女性：8.30%）であるのに対し、パートタイム労働者（1か月の所定内実労働時間が1日以上で、1日当たりの所定内実労働時間が1時間以上9時間未満の労働者）は39.17%（男性：33.46% 女性：41.20%）である。
年齢階層：最低賃金額1.15倍未満の労働者の割合をみると、15 - 19歳の若年層で54.39%（男性：47.65% 女性：60.53%）と最も高い。逆に一番低い層は30 - 39歳で7.97%（男性：3.01% 女性：15.49%）である。
勤続年数：最低賃金額1.15倍未満の労働者の割合は勤続年数が短いほど高く、勤続0年（1年未満）では 28.90%（男性：20.60% 女性：35.89%）であるところ、勤続20年以上では2.76%（男性：0.92% 女性：9.16%）である。
学歴：賃金構造基本統計調査は、パートタイム労働者の学歴を調査していないため、ここでは一般労働者ついて学歴別の未満率を示している。最低賃金1.15倍未満の者の割合は一番多いのが中学校卒で12.26%（男性：7.71% 女性：28.87%）であり、女性が突出して高い。逆に一番低いのが、大学・大学院卒の1.36%（男性：1.15% 女性：2.04%）である。
企業規模階層：最低賃金1.15倍未満の者の割合は、企業規模が小さいほど高く、5 - 9 人規模で19.40%（男性：8.51% 女性：31.75%）である。逆に低いのが100 - 999人規模で10.90%（男性：5.29% 女性：18.33%）である。
産業別（産業大分類）：最低賃金1.15倍未満の者の割合は宿泊業、飲食サービス業（39.95%）、生活関連サービス業（23.05%）、卸売業、小売業（22.71%） が高く、電気・ガス・熱供給・水道業（0.61%）、情報通信業（1.38%）で低い。
産業別（産業中分類）：最低賃金1.15倍未満の者の割合が高いのは、持ち帰り・配達飲食サービス業（45.46%）、飲食料品小売業（45.37%）、飲食店 （43.28%）である。製造業の中では、繊維工業（36.63%）で高い。
また、「最低賃金1500円がつくる仕事と暮らし」（2018年10月15日、大月書店出版）の17ページ より、5人以上の企業で働く労働者における最低賃金（全国加重平均額）付近労働者の割合は、以下のようになっている。また、最低賃金（全国加重平均額）5割増しの賃金水準未満で働く労働者の割合は、2001年には20.3%であったが、2017年には40.5%に激増している。
| 最低賃金額に対する割合             | 全労働者に対する割合（%） |
| ---------------------------------- | ------------------------- |
| 最低賃金未満(848円未満)            | 6.2                       |
| 最低賃金1割増し未満（932円未満）   | 13.9                      |
| 最低賃金2割増し未満（1,017円未満） | 21.6                      |
| 最低賃金3割増し未満（1,102円未満） | 28.5                      |
| 最低賃金4割増し未満（1,187円未満） | 34.6                      |
| 最低賃金5割増し未満（1,272円未満） | 40.5                      |

### 外国人技能実習生の失踪動機
失踪した技能実習生に対して、法務省が2017年（平成29年）に実施した、聞き取り調査の「聴取票」を独自に分析した結果を公表した。全体の約67%にあたる1,939人が最低賃金（時給714円＝2016年の沖縄県、宮崎県）未満で、約10%にあたる292人が月の残業時間が「過労死ライン」の80時間を超えていた。
聴取票は、失踪後に入管法違反などで摘発された実習生から入国警備官が聞き取って記入するもの。国籍・性別、失踪動機、月給、労働時間などを尋ねる項目がある。法務省は昨年、2,870人を対象に実施。失踪動機（複数回答）の最多は「低賃金」の1,929人（67.2%）で、このうち144人（5.0%）が「契約賃金以下」、22人（0.8%）は「最低賃金以下」だった。月給は「10万円以下」1,627人（56.7%）、「10万円超 - 15万円以下」1,037人（36.1%）などとなった。
調査対象者は2,870人だったが、聴取票は22人分の重複があり、法務省は2,892人分として開示。野党が開示データをもとに算定したところ、月給は平均10万8,000円、光熱費などの名目による控除額は平均3万2,000円だった。
2019年（平成31年）3月29日、法務省の発表より、2017年1月 - 18年9月に不法残留等により入国警備官の聴取を受けて聴取票が作成された失踪技能実習生5,218人のうち、少なくとも759人（延べ937人）に、最低賃金違反など実習先による不正行為の疑いがあった。その内、最低賃金法違反が延べ58人であり、全体の約6.2%を占めていた。また、契約賃金違反や残業未払い、残業時間不適正等の賃金に関する不正行為に関しては、延べ645人であり、約68.8%を占めていた。

## 生活賃金
日本において、最低賃金に関する議論はあるものの、アメリカやイギリスのように生活賃金に関する議論は盛んではない。日本でも、労働組合や一部の研究者による生活賃金の試算が2000年代以降に行われている。以下の表にその試算額が、世帯構成別に算出されている。
代表的な生活賃金額のデータは、2003年以降に数年ごとにされている「連合リビングウェイジ」であり、日本労働組合総連合会がさいたま市に居住している場合を想定して、独自に推計したものである。この「連合リビングウェイジ」は春闘の交渉材料に使われているが、世間一般の認知度は低く、遵守する企業は、現時点で皆無に近い。アメリカでは、1990年代の生活賃金運動により、生活賃金に関する独自の条例を設ける自治体があるが、日本ではない。
| | 単身世帯                                           | 夫婦世帯                | ひとり親世帯 | ひとり親世帯 | ひとり親世帯 | ふたり親世帯            | ふたり親世帯                                                                                    | ふたり親世帯            |
| 子ども1人 | 単身世帯                                           | 夫婦世帯                | 子ども2人    | 子ども3人    | 子ども1人    | 子ども2人               | 子ども3人                                                                                       |                         |
| --- | -------------------------------------------------- | ----------------------- | ------------ | ------------ | ------------ | ----------------------- | ----------------------------------------------------------------------------------------------- | ----------------------- |
| 国民生活基礎調査 貧困線（2021） | 829                                                | 1,172                   | 1,172        | 1,435        | 1,657        | 1,435                   | 1,657                                                                                           | 1,853                   |
| <参考>生活保護（2023） | 955                                                | 1,417                   | 1,664        | 2,162        | 2,602        | 1,809                   | 2,206                                                                                           | 2,583                   |
| 人事院 生活標準費(2025) | 979                                                | 1,319                   | 1,319        | 1,524        | 1,729        | 1,524                   | 1,729                                                                                           | 1,934                   |
| <参考>最低賃金 （2024年全国平均加重） | 1,055                                              | 1,055 （共働きは2,110） | 1,055        | 1,055        | 1,055        | 1,055 （共働きは2,110） | 1,055 （共働きは2,110）                                                                         | 1,055 （共働きは2,110） |
| 連合リビングウェッジ（2024） | 1,188                                              | 1,961                   | 1,425        | 2,163        | --           | 2,321                   | 2,680（子供が小学生2人の場合） 3,277（子供が中学生と高校生の場合）                              | --                      |
| 周燕飛BNB（2013-2015） | 1,158                                              | 2,321                   | 1,584        | -            | -            | 2,216                   | 2,292                                                                                           | 2,395                   |
| 中澤秀一MB（2015-2017） | 1,247 - 1,395 （若年者の場合) 904 （高齢者の場合） | 1,707 （高齢者の場合）  | 1,745        | -            | -            | -                       | 2,644 - 2,885（30代夫婦の場合） 3,029 - 3,317（40代夫婦の場合） 3,846 - 4,231（50代夫婦の場合） | -                       |
| 三鷹MIS（2010-2012） | 1,578                                              | -                       | 2,411        | -            | -            | 3,634                   | -                                                                                               | -                       |
| - 注 - 生活賃金受給額は、年間労働時間2080時間の場合である。 - 国民生活基礎調査、人事院、生活保護、三鷹MISの数値は、産労総合研究所（2024） を参考に、生計費に負担修正係数（1.357）を乗じたものである。 - 国民生活基礎調査は、2021年における貧困線（新基準）の値である。 - 人事院の標準生活費は、一般的な生活水準を求めるため、総務省の「家計調査」等で求めた2025年4月の値である。 - 最低賃金は、2023年10月改定の全国平均加重（時給額） - 生活保護は、2023年10月に改定された生活扶助基準額であり、2023年にさいたま市で受給した場合を想定している。なお、家賃は床面積15㎡以上の特別基準額未適用の住宅扶助基準額（最大額）で、小中学生の教育費は教育扶助費の基準額と学習支援費（最大額）、高校生は技能修得費（高等学校基本額）と学習支援費（最大額）で試算している。また、小中高生の教育費には教材代・学校給食費・通学交通費・高等学校授業料は含まれていない。 - 連合リビング・ウェッジは、さいたま市在住の場合を想定した2024年6月～同年7月における生活費（自動車非保有の場合）を基準とした時給額である。 - 周燕飛BNB（2013-2015）は、単身世帯は、ゆうちょ財団「くらしと生活設計に関する調査 2013、2014」 により、それ以外の世帯はゆうちょ財団「家計と貯蓄に関する調査 2013、2015」 より算出した生活費である。 - 中澤秀一MB（2015-2017）は、新潟県新潟市・愛知県名古屋市・静岡県静岡市（2015年度）、北海道札幌市・東北6県(いずれも県庁所在地)、埼玉県さいたま市（2016年度）、福岡県福岡市(2017年度)、長崎県大村市(2009年度調査に2016年にかけての消費者物価指数により補正)のそれぞれの地域で在住した場合を想定した生活費である。 - 三鷹MISは、三鷹市に在住している場合を想定し、単身者と子供は2010年10月 - 2011年2月の間、親は2011年8月 - 2012年3月に間における生活費である。 - 出典 - 国民生活基礎調査 貧困線（2021） - 人事院 生活標準費(2025) - 最低賃金（2024年全国平均加重） - 生活保護（2023） - 連合リビングウェッジ（2024） - 周燕飛BNB（2013-2015） - 中澤秀一MB（2015-2017） - 三鷹MIS（2010-2012） |                                                    |                         |              |              |              |                         |                                                                                                 |                         |

上記の表にある試算額は、単身者だけでも、833 - 1,578円と約1.9倍の差が出ている。これは、主に試算する方式による違いである。「貧困線基準」では 833円、人事院「標準生計費基準」では952円となっている。マーケット・バスケット方式で試算した連合リビングウェッジは1,086円、中澤秀一MBの場合は1,247 - 1,395円、必需品予算（BNB）基準によって試算した周燕飛BNBは1,158円となり、MIS方式を取る三鷹MISの試算額がもっとも高く1,578円であった。
それぞれの方式には、以下のような違いがある。
- 貧困線基準

「貧困線基準」は、シンプルで、恣意的な解釈の余地の少ない基準である。
国民生活基礎調査の場合、等価可処分所得（「実収入」から「非消費支出」を差し引いた額で、いわゆる手取り収入。賃金などの就労所得、資産運用や貯蓄利子などの財産所得、親族や知人などからの仕送り等。公的年金、生活保護、失業給付金、児童扶養手当てなどその他の現金給付を算入する。更に、世帯人員の平方根で割って調整している）の中央値の半分の値である。
人事院標準生活費の場合、算出のベースは、実態生計費である「家計調査」の最も多い階層の生活水準を基準としている。
そのため、両方の貧困線基準が、健康で文化的な生活水準であるか否かの検証は全く行われていない。
更に、「貧困線基準」で算出される生活賃金は、概ね控えめの金額となっており、標準的な消費水準を賄える保証がないので、生活賃金の運動家や研究者の間では、批判的な意見が多い。
- 必需品予算（BNB）基準

「貧困線基準」に対する上記の批判を意識して、Renwick and Bergmann（1993）が「必需品予算（BNB）基準」を提案している。「BNB 基準」の下では、一般家庭の標準的な消費額を調べた上で、生活賃金の水準が設定されている。
具体的にはアメリカの例であるが、まず、労働統計局の調査を元に、食費や住居費などの生活にかかる費用を集計する。次に、低所得世帯向けの公的福祉給付（住宅補助、フードスタンプ等）の評価額を調整した上、税金・社会保険料を含んだ生活賃金額を算出する。
- マーケット・バスケット方式（自給自足基準）

マーケット・バスケット方式には、「全ての生活費を、福祉や貯金、私的な不労所得で賄わず、労働によって得られた賃金のみで賄う」という前提が置かれている。
具体的には、一般家庭に最低限必要な物やサービスを、消費する量を仮定して、それぞれの市場価格を調べる。それらを個々に積み上げていき合計した生活費（月額または年額）を「生活賃金」の算定ベースとする。
この方式により算出された生活賃金額は、算定基準や費目の設定範囲に大きく左右される側面がある。そのため、「マーケット・バスケット方式」では、「貧困線基準」と「BNB基準」での推計値よりも高くなる傾向がある。
- MIS（Minimum Income Standard：最低所得水準）[92]

最低生活に必要なモノ・経費をひとつひとつ積み上げる方式は、基本的にはマーケット・バスケット方式同じであるが、最低生活の中身について、専門家ではなく（属性が近い）一般市民に決断を委ねる。
最低限必要な物・サービスを普及率など一般市民の行動を参照するのではなく、一般市民により議論して合意形成して決めていく。議論を複数回行うことにより一般市民の常識（common sense)に近づけることができる。
生活賃金の推計値は、決定方式の違いや考え方により大きな差が出来てしまい、もはや一種の「政治的判断」となっている。「連合リビングウェイジ」では、最も低くかつ現状の最低賃金額に最も近い単身世帯の推定最低生活費を用いて、都道府県別生活賃金額を提示している。もし単身世帯よりも高い推定最低生活費を提示してしまえば、最低賃金額と世帯によっては2倍以上差のある推定生活賃金額の乖離が大きく、企業側は、その高さを理由に拒否される可能性が高いため、企業との賃金交渉に使いやすい単身世帯の推計値が用いられたと考えられる。なお、アメリカでは、共働きの4人世帯を前提とした生活賃金を用いて労働問題を提起する。
更に、上記の表では年間労働時間を2,080時間で想定した上で生活賃金時給額を算出しているが、静岡県立大学短期大学部の中澤秀一は、憲法25条の「健康で文化的な最低限度の生活」の観点から、ワーク・ライフ・バランスが保たれると考えられる年間労働時間1,800時間を想定した上で、生活賃金時給額を算出している。その場合、一人暮らしの若者の生活賃金時給額は1,441 - 1,613円となる。その為中澤秀一は、最低賃金は時給1,500円必要であり、現行の最低賃金額では低すぎているため、大幅な引き上げを主張している。また、連合リビングウェッジでは、月労働時間を165時間（令和3年度賃金構造基本統計調査の所定内実労働時間数の全国平均、年間で1980時間）とみており、その場合、1,250円（自動車を保有している場合は、1,570円）と上記表より62円アップしている。
また、前述には、最低賃金は生活保護に係る施策との整合性に配慮するようになっているが、子どものいる世帯の場合は共働き世帯（子ども１人）除いて生活保護の方が高くなっている。これは、厚生労働省は18～19歳の1人暮らしを基準にしているからである。なお、税・社会保険料を考慮した可処分所得の総所得に対する比率が、産労総合研究所の値では0.745に対して、厚生労働省の方では0.807
と試算している。そのため、産労総合研究所の値で試算するよりも約8%低く試算されている。

## 引上げの動向
地方自治体の中には、発注する公共工事などを請け負う会社に対して、日本国政府の規定最低賃金を上回る賃金を下限として支払わせることを目的としている公契約条例が制定されている例もある。
2013年（平成25年）の最低賃金引き上げでも、5都道県で生活保護問題で指摘されている逆転現象が残っていた。2013年度の引き上げ前の時点で生活保護費との開きが2014年（平成26年）の引き上げで逆転が解消された。
安倍晋三が内閣総理大臣に再登板してしばらくして経った2016年以降は、2019年コロナウイルス感染症流行影響による経済悪化の影響を受けた2020年を除き、最低賃金が毎年3％超えで引き上げられている。最低賃金の全国平均が2014年には780円だったのが、2023年には1,004円となり11年間で29%上昇させた。
安部内閣時に、企業の収益増加と賃上げで、景気浮揚を目的に「1億総活躍プラン」として最低賃金を毎年3%引き上げていき、最低賃金の全国平均を1,000円に上げることを方針にし 、2017年3月28日に決定した「働き方改革実行計画」でも同じ方針を確認した。
こうした意向を背景に、2016、2017年度は25円ずつ引き上げられ、それぞれ引き上げ率3%を確保してきた。2018年も安倍内閣は、6月に閣議決定した「経済財政運営と改革の基本方針」（骨太の方針）で同様の方針を盛り込み、引き上げ額の目安を決める審議会にも理解を求めてきた。
中央最低賃金審議会の目安に関する小委員会の議論では、経営者側が「中小企業の経営は厳しい」と連続での大幅引き上げに反対した一方、生活水準を底上げしたい労働者側は引き上げを強く要求。最終的に引き上げ率は、政権の意向に沿った形となり、2018年度にも全国で3%の賃上げが決まり、全国平均は874円に引き上げられた。2019年は、2016年以降、年率3%程度を目途として引き上げられてきたことを踏まえ、景気や物価動向を見つつ、中小・小規模事業者が賃上げしやすい環境整備の取組とあいまって、より早期に全国加重平均が1000円になることを目指すことを明記した。
その後、2023年に全国加重平均が1,000円を超え1,003円となり達成している。翌年の2024年には引き上げ率が42年振りに5%を超えた。その時の全国加重金額は51円引き上げられたが、特に徳島県は84円引き上げており、全国でトップの引き上げ額であった。この引き上げの背景には、賃金が安いために人材が県外に流出している現状に徳島県知事である後藤田正純を始め行政側より危機感を感じたことにある。また、引き上げ額は徳島地方最低賃金審議会の公益代表の委員が提案した金額となっており、根拠として2023年の最低賃金の中位額が930円であり、中央最低賃金審議会が示した50円を目安とした引き上げ額を加えた場合、980円であったためである。
なお、2020年の最低賃金の改定に関しては、2020年6月3日は全世代型社会保障検討会議より、内閣総理大臣安倍晋三は、新型コロナウイルスの影響による経済悪化より、目標（より早期に全国加重平均最低賃金額が1000円になることを目指す。） を維持しつつ、早期に最低時給最低賃金引き上げについて中小企業の経営状況に考慮して引き上げるよう指示したため、2020年の全国加重平均の前年上昇額が1円に抑制させる形となった。
また、会議の中で、中小企業の代表組織である日本商工会議所や全国中小企業団体中央会は、経済悪化の影響を受けている飲食業や宿泊業などの中小企業の経営悪化を理由に引き上げ凍結も含めた引き上げ抑制を主張した。一方で、労働者側の代表組織である日本労働組合総連合会は、現状の最低賃金が先進諸国と比べて低いことやセーフティーネットの観点から引上げ継続を主張した。
2023年8月31日に開催された「第２１回新しい資本主義実現会議」で2030年代半ばまでに最低賃金額が全国加重平均で1,500円へ目指すことを当時総理大臣である岸田文雄が表明した。なお、この会議で公益社団法人経済同友会代表幹事の新浪剛史により提出された資料の中で目指すべき到達期間を5年とし、急激な最低賃金引き上げによって生じる「年収の壁」問題については、助成金によらない抜本的な解決策を図っていくべきと主張している。また、この資料とは別に日本労働組合総連合会会長の芳野友子により提出した資料では単身世帯でも自動車を保有する場合、1,545円～1,285円以上必要であるとし、場所によって時給1500円以上必要としていることに触れ、引き上げを主張している（なお、2024年時点の連合リビングウェイジによれば、東京都・神奈川県・大阪府・埼玉県は1,500円以上を必要とし、都道府県別でみても最も低くて鹿児島県の1,380円であった。）。
その後、2023年12月21日に日本労働組合総連合会は、2035年までにフルタイム労働者が得る賃金の中央値の60%に当たると想定される時給1,600円から1,900円程度の水準までの引き上げを目標とすることを発表している。なお、60%としている理由は、2024年にEU加盟諸国間で適用される「域内における最低賃金の適正化をはかるEU指令」の第5条第4項により、最低賃金の水準が適正か判断する基準で加盟国が参照できる値の1つとして挙げているからである。
2024年10月4日に当時総理大臣である石破茂は、所信表明演説で適切な価格転嫁と生産性向上支援をした上で、2020年代内に全国加重平均で1,500円にすることを表明し、前述の岸田文雄が表明した20230年代半ばから前倒しする形となった。
日本共産党は、最低賃金を全国一律にし、最終的に1,500円を目指すことを主張している。また、中小企業に対して引き上げに伴う影響を少なくするために、大企業の内部留保に5年の時限で課税して新たに10兆円の税収をつくり賃上げ支援を現状よりももっと強化し、中小企業の賃上げへ支援していくことを主張した。なお、中小企業にとって、急激に大幅な引き上げを行うことは、緩和策があれど商品や、サービスに値上げという形で転化させることが、低コストの途上国にある企業と競争している国境がない現代では、海外移転や委託による依頼の喪失を招いて、日本の企業が収益どころか雇用を維持できなくなる。
結局は、賃上げされても最低賃金で働いている「資格」や「特殊技能」の人に対して付加価値がない労働者を解雇して、飲食店なら機械導入によるオートメーション化で労働力を確保することになるため、雇用減と産業の空洞化を招くだけと指摘されている。実際に企業の損益分岐点無視の最低賃金引き上げに対して、受付の販売従業員はなくして、タッチパネル方式の顧客対応ロボットに置き換える予定であり、今後はコストに合わない人材は失業者になるとだろうと述べられている。これとは別に、オックスフォード大学のマイケル・オズボーン博士が2013年に発表した論文によれば、2030年代までにファストフード店で料理をする従業員が、ロボットやAIに取って代わられる可能性が81%と高いことを指摘されている。しかし、この論文に対して、実験室レベルで自動化が出来る仕事も含まれているため、過大に推計されているとの批判もある。
そして、職業を構成するタスク（業務）単位でみた場合に70%超えのタスクが自動化される職業は9%程度（日本の場合は7%程度）にとどまるとの研究結果もある。またAIや機械化によって雇用が奪われるという主張もあるが、それらの技術によってタスク量が減少するが、AIや機械化を導入したり、維持したりする仕事やそれらの技術により新たな仕事が生まれることにより、雇用が生み出される可能性もある。しかし同時に、中程度の技能を有するルーティン業務が減少し、専門的な技能が求められない低スキルの仕事と高度な技能が求められる仕事へと2極化していき、経済格差が拡大していくとの予測もある。

### 企業内の導入促進
自動車総連は、2020年度に企業内最低賃金を方針の1つとして盛り込んでおり、2025年度春闘方針では、18歳の企業内最低賃金を20万円以上（要求が困難な場合は19万円）に目指すことを盛り込んだ。更には、20歳は19万3千円、25歳は20万8.5千円、30歳は22万9千円、35歳は25万3千円、40歳は26万5.5千円、45歳は27万3千円、50歳は28万2千円の年齢別企業内最低賃金導入も盛り込んだ。そして、正社員だけでなく、非正規雇用にも適用するよう求めている。
また、日本労働組合総連合会は2025年春闘方針で、企業内最低賃金協定1,250円以上とし、35歳最低月給25万2,000円、30歳最低月給23万8,000円を求める方針とした。

### 引き上げの影響
株式会社アイデム人と仕事研究所より、東日本（東京都、神奈川県、埼玉県、千葉県、茨城県、群馬県、栃木県、静岡県）と西日本（大阪府、兵庫県、京都府、奈良県、和歌山県、滋賀県、岡山県、福岡県） の16都道府県を対象に2023年6月 - 8月の間に、2023年の最低賃金引き上げに対するパート･アルバイトの募集時賃金の影響を調べた結果、業種や都道府県によって影響の大きさが異なることが判明している。
- 2023年の改定で地域別最低賃金が1,000円を超える地域（東京都、神奈川県、埼玉県、千葉県、大阪府、京都府、兵庫県）では、パート・アルバイトの平均時給が1,000円を上回っている。
- 最低時給1,000円以上である神奈川県・埼玉県は改定影響率（2023年度地域別最低賃金により引上げが必要となる[改定により地域別最低賃金を下回ってしまう]割合）が高く、神奈川県は57.3%、埼玉県は41.7％であった。西日本の場合、京都府が最も高く、51.1％であった。逆に影響率が低い地域は、岡山県（14.1%）、茨城県（27.6％）、滋賀県（29.5%）の順となった。
- 業種別の場合、飲食業・ビル管理・警備・小売業が、多くの都道府県で改定影響率が5割を超えた。製造業については4都府県（うち3都府県が西日本）が5割以上であった。
- 職種別の場合、「販売・接客サービス」（11都府県）、「飲食・フード」（11都府県）、「清掃・警備・ビルメンテナンス・家事代行」（10都府県）が多くの都府県で4割以上に影響を与えている。「ファッション・アパレル」や「ドライバー・配達」においては、改定影響率が5割を超える地域が4都府県あった。

逆に低い職種は、「教育、学習支援業」では募集時の時給が他の業種より高めのことが多いため影響率が低く、東京都・京都府・兵庫県を除いて影響率は1割未満であった。

### アルバイトの時給動向
首都圏（東京都・千葉県・埼玉県・神奈川県）のアルバイト平均時給は、2025年6月時点で、リクルートのジョブリサーチセンターの調べでは1,263円（販売・サービス系は1,269円、フード系は 1,261円） であった。
全国の場合は、マイナビ調べで、2025年6月時点で、1,295円（販売・接客・サービス系は1,182円、飲食・フード系は1,174円） であった。
また、2025年7月の中央最低賃金審議会の資料より、ハローワークで受理した求人票のパートタイム労働者（雇用契約において雇用期間の定めがないか、または4か月以上の雇用期間が定められている、季節労働を除くもの）の1求人票あたりの募集賃金平均額は2024年平均で 1,192円であり、2025年5月時点で1,235円であった。都道府県別にみると2024年平均で、最も高いのが神奈川県の1,340円であり、次いで東京都が1,296円であった。逆に最も低かったのが青森県の 1,044円であり、次いで秋田県の1,057円であった。
更に、求人票の賃金額で低い額（例えば、求人票に記載された賃金額が、20 - 26万円なら、20万円）の平均額は、2024年平均で1,136円であり、2025年5月時点で 1,177円であった。都道府県別にみると2024年平均で、最も高いのが神奈川県の1,273円であり、次いで東京都が1,241円であった。逆に最も低かったのが青森県と岩手県の1,007円であり、次いで秋田県の1,018円であった。

## 諸議論
最低賃金を巡る議論をいくつか挙げる。

### 産業別賃金のあり方
- 産業別賃金を廃止も含めて検討すべきという意見が、「最低賃金制度のあり方に関する研究会」報告書で出されている。

経済学者の鶴光太郎は、日本の各種大規模なミクロデータを使った分析において、
1. 最低賃金の影響を受けやすい10代の労働者に限れば、最低賃金上昇の雇用への負の効果は明確である
2. 最低賃金の企業収益への負の効果も明確である
3. 最低賃金引き上げは、比較的裕福な世帯主以外の労働者にも恩恵があるという意味では、貧困対策として漏れがある

としている。

### 雇用への影響と貧困対策

#### 引き上げが悪影響を及ぼすとする主張
- 経済学者の若田部昌澄は「企業側に最低賃金を引き上げるというインセンティブはないため、デフレで実質賃金が上がっている状態で、最低賃金を引き上げると、企業側は雇用に慎重になる。最低賃金の引き上げは、デフレ不況を解消するほどの需要にはならず、悪い効果を与える可能性が高い」と指摘している[132]。

- 大竹文雄は「労働市場が買い手独占であれば、最低賃金の引き上げは、雇用も賃金も増やす可能性がある。日本国外での実証研究の多くは、最低賃金引き上げで雇用が減少するという報告が多いが、最低賃金が雇用に影響を与えないという研究結果も存在する。

日本では、1990年代終わり頃から、最低賃金が雇用にマイナスの影響を与えているというものが多い。最低賃金の引き上げは、短期的には財政支出を伴わない政策であるため、貧困対策として政治的に好まれるが、最低賃金水準で働いている労働者の多くは、500万円以上の世帯所得がある世帯における世帯主以外の労働者であり、最低賃金は、貧困対策としては、あまり有効ではない政策である」と指摘している。
大竹は「実証分析によれば、日本において最低賃金引き上げで雇用が失われるという意味で被害を受けてきたのは、新規学卒者・子育てを終えて労働市場に再参入しようとしている既婚女性・低学歴層といった生産性が低い人たちである。貧困対策として最低賃金を引き上げても、職を維持できた人たちは所得が上がるかもしれないが、失業した人たちは貧困になってしまう。最低賃金引き上げで雇用が失われるという実証的な結果は、労働市場が競争的な状況における最低賃金引き上げに関する理論的な予測と対応している。ただし、最低賃金引き上げによって仕事を失うのが、留保賃金が高い労働者から低い労働者という順番であれば、雇用が失われることによる社会的余剰の減少よりも、雇用を維持できた人たちの賃金が上昇する効果による余剰の増加の方が大きくなる可能性がある」と指摘している。
- 川口大司、森悠子の2009年の論文では、2002年までのデータで、最低賃金上昇は10代男性、既婚中年女性の雇用に負の影響を与えることを示している[135]。また2010年までのデータで、10%の最低賃金の上昇は10代若年者の就業率（平均17%）を5ポイント程度低下させるという研究成果を報告している[136]。川口大司は「最低賃金の引き上げは、貧困対策としてまったく意味の無いものではないが、必ずしも期待された効果を挙げているわけではない。何故なら、2002年時点で、最低賃金引き上げのターゲット層である年収300万円未満で働いて生活している人は、最低賃金労働者の15%前後にすぎないからである。そして、最低賃金労働者の半数は中高年の女性が占め、多くは世帯主ではないパート労働者であることから、雇用が失われても家計への影響は大きくない可能性がある」と指摘している[135][137]。
- 明坂 弥香・伊藤 由樹子・大竹 文雄による論文「最低賃金の変化が就業と貧困に与える影響」[138] によれば、最低賃金引き上げは、10代後半の就業率を下げ、50歳以上の労働者が雇用者から自営業及び内職へ追いやってしまっていることが指摘された。更には、引き上げによる労働時間減少により貧困率を増加させ、経済格差を拡大させてしまうことも指摘されている。同時に、相対貧困以下の世帯で、最低賃金労働者の世帯は約15%に過ぎず、最低賃金引き上げが貧困対策として有効でないことも、この論文で示している。
- 経済学者の田中秀臣は「名目経済成長をないがしろにした最低賃金の引き上げは、地方・若年層の雇用を悪化させる可能性が大きい」と指摘している[139]。

#### 引き上げが好影響を生み出すとする主張
- 2000年代の日本においては、2000年の最低賃金は659円[140]、2012年の最低賃金は749円[141] と13%の上昇を示しているが、2000年12月の完全失業率は4.8%、2012年12月の完全失業率は4.3%とむしろ低下している[142]。
- 労働政策研究・研修機構の高橋陽子による平成26年度版賃金構造基本統計調査を基づいた分析では、2008年以降の最低賃金の引き上げは、一般の労働者の賃金に大きな影響は与えなかったが、パートタイム労働者の賃金に対して大きな影響を与えている。

特に、目安制度におけるランクが旧Aランクの都道府県（埼玉県、千葉県、東京都、神奈川県、愛知県、大阪府）は、パートタイム労働者の賃金分布に、今まで見られなかったスパイク（最低賃金額かそれより少し高い水準に集まっている状況）が確認された。そして、低賃金労働者の賃金を底上げし、日本全体の賃金格差を縮小する効果も持っていることが確認された。
- ニッセイ基礎研究所の白波瀨康雄より、最低賃金の引き上げが雇用に与える影響は限定的であったと結論付けている。まず1つ目は、最低賃金は2012年度 - 2016年度の間、毎年10円超の引き上げが続いている中、失業率は下がり、都道府県間の格差が縮小したことである。次に、求人倍率が一貫して上がり、人手不足が生じており、雇用の量に関する減少が見られないことである。
また、最低賃金近辺の水準で働く労働者が増えており、最低賃金を引き上げたことによる効果がより大きくなっている。引き上げによる所得増加額は、2011年度は9億円に過ぎなかったが、2013年度には103億円、2016年度には316億円と年々増加していった。2016年賃金構造基本統計調査によれば、労働者の給与総額は126.5兆円であり、最低賃金の引き上げによる労働者全体の給与総額に対する押し上げ効果はその0.02%程度に過ぎないものの、年率3%の伸びが続いた場合、引き上げ額は増加していくことから、今後引き上げの影響を受ける労働者数やその所得増加効果は益々増えていくと見込まれる[144]。
- 「平成29年度年次経済財政報告」より全労働者の中央値以下の賃金階級に属する労働者の時給について、最低賃金引上げの影響を受けると考えられ、試算によれば最低賃金が1%引き上げられることで、第1十分位（全労働者の賃金が低い方から数えて10%に属する層）で0.6%、第4十分位（全労働者の賃金が低い方から数えて30%超40%以下に属する層）で0.4%の引上げとなる。

実際に2010年と2015年のパートタイム労働者の時給を比較すると、中央値よりも低い第1十分位から第4十分位の各階級において、平均的に35 - 45円ずつ引き上げられた結果となっており、貧困率低下に寄与したと考えられる。
- 経済財政分析ディスカッション・ペーパー・シリーズDP/17-2より、2012 - 16年度の最低賃金の引上げ（全国平均で累積74円、約10%）は、パートタイム労働者の平均賃金を52円程度押し上げたと推計され、その結果、マクロの賃金増加額は0.81兆円程度になると見込まれた。また、都道府県別に最低賃金がパートタイム労働者の平均賃金を押し上げた程度の割合は、2005年から2015年の間にかけては、最大の北海道で11%、最小の岐阜県では7%程度であると推定された。ただし、最低賃金以外の要因寄与も大きいことに留意する必要がある[146]。
- 内閣府経済社会総合研究所の務川慧・川畑良樹・上野有子のレポート「最低賃金引上げの中小企業の従業員数・付加価値額・労働生産性への影響に関する分析」[147] によれば、雇用に対する影響は全般的には、近年の労働市場が買い手独占的である可能性があることと高齢者・女性の労働市場参入が進んでいることから負の影響はみられなかった。特に製造業、医療・福祉、宿泊業・飲食サービス業といった非熟練労働者の参集がしやすく、最低賃金近傍で働く労働者の割合が多い業種では、雇用増加であった。また、最低賃金の都道府県別でDランクに分類されている都道府県では、相対的に労働市場が買い手独占的であるため、雇用増加の効果がみられた。

#### その他
- 経済産業研究所の森川正之によれば、全国一律のイギリスとは異なり、都道府県ごとに最低時給額が設定されている日本において、最低賃金引き上げが非正規雇用の比率を低下させる効果が確認されなかった[148]。
- 日本総合研究所の山田久は、最低賃金引き上げに対して、以下の肯定的理由と反対理由から、地方における最低賃金の影響について述べた[40]。

最低賃金引き上げの肯定的理由
1. 地方の賃金の低さゆえに、賃金の高い東京都などの都会へと流出してしまい、労働者不足に陥っているため、引き上げることにより、流出の度合いを減少させる。
2. 需要独占の状況下では、引上げは、労働者の手取りを増やすことが出来る。更には、労働供給が増える可能性もある。
3. 地域での低価格・低賃金競争を防ぐ。

最低賃金引き上げの反対理由
1. 引き上げによる人件費上昇により、利益がなくなり、倒産・廃業する企業が増え、却って雇用が減ってしまう。そして、地域の産業を衰退させる可能性がある。

- 日本総合研究所の山田久によると、最低賃金水準近辺で働く人々（月収15万円未満）の属性を以下のように推察している[40]。

1. 約3割が配偶者控除の範囲内で働くパートタイマー主婦であること
2. 大半は、共働き女性非正規労働者や独身フリーター、年金収入等の少ない高齢非正規労働者など、最低賃金引き上げが貧困対策として効果的な労働層がいること
3. 正規労働者でも時給が最低賃金近辺で働く人も一定程度存在すること

その為、経済の底上げや消費喚起、配偶者控除の見直しが必要であることを指摘している。
- 2021年5月26日におこなわれた第１回目安制度の在り方に関する全員協議会で使用された「資料No.4 最低賃金に関する先行研究・統計データ等の整理（案）」より、高校新規卒業者の初任給と最低賃金の関係に相関があり、2014年以降の初任給の引き上げに影響を与えている[149]。

### 企業の生産性への影響
- 経済産業研究所の森川正之によれば、日本において生産性を高める効果も確認されていない[148]。
- 大和総研の経済調査部の神田慶司・小林若葉・田村統久によるレポート「最低賃金引き上げで経済は活性化するのか」[150] によれば、労働者1人の1時間当たりの労働生産性が、「運輸業、郵便業」「卸売業、小売業」において、負の影響があることが指摘された。これは、労働時間の調整がしやすい短時間労働者の活用し需要変動に対応しているのに対して、正規雇用においては減少時期に対応ができず、非効率になったことが要因として挙げられており、必ずしも最低賃金引上げが生産性低下に結びついているとは限らず、雇用構造の変化が要因も考えられる。
- 内閣府経済社会総合研究所の務川慧・川畑良樹・上野有子のレポート「最低賃金引上げの中小企業の従業員数・付加価値額・労働生産性への影響に関する分析」[147] によれば、建設業、製造業、運輸業・郵便業、不動産業・物品賃貸業は、製品・サービス価格が転嫁しやすい業種では最低賃金の引上げが労働生産性を高め、逆に転嫁しにくい宿泊業・飲食サービス業、生活関連サービス業・娯楽業、教育・学習支援業、医療・福祉では、低下していた。また、最低賃金の都道府県別でDランクに分類されている都道府県では、雇用増加による影響よりも労働生産性が結果的に上回ったため、正の影響がみられた。

### 引き上げのあり方
- ニッセイ基礎研究所の矢嶋康次と鈴木智也によれば、最低賃金の引き上げを加速するためには、「経済実勢に見合わない引き上げをしないこと」「企業に生産性の向上を迫ること」「雇用の安全網を整備すること」の3つを留意していくことが必要だと指摘している[20]。
- 日本総合研究所の山田久は、最低賃金引き上げに対して、以下のことを提言・指摘している[40]。

1. 3%程度の引き上げペースは妥当であること
2. 地域格差は是正する必要性があるが、現状の引上げペースで行うのが妥当であること
3. 最低賃金改定後に最低賃金額を下回ることになる労働者の割合を示す「影響率」が2007年以降増加していること
4. 国全体の所得を増加させるための政策が必要であること
5. 最低賃金に関して調査分析をし提言をする委員会の設置。委員会は、専門家で構成されていること
6. 最低賃金引き上げを促すためのポリシーミックスを決める「官民協議体」を地域別に設置する。

- 2019年8月に行われたロイター通信の調査によれば、最低賃金を早期に時給1,000円に引き上げる目標について、回答した企業の約3分の2が賛成した。賛成理由は、主に消費の活性化になることや生産性を向上させるきっかけになるほか、人手不足対応に必要との考えによるものである。但し、今後3年間の引き上げ率については、経営を圧迫するなどの理由により、政府が推進する3%ではなく、3%未満の引き上げを約7割の企業が望んでいた。[151]

### 地域別に定められていることについて
- 2020年2月20日に日本弁護士連合会が、「全国一律最低賃金制度の実施を求める意見書」を2020年2月21日付けで、厚生労働大臣、中央最低賃金審議会会長、衆議院厚生労働委員会委員長および参議院厚生労働委員会委員長に提出し、最低賃金を都道府県別から全国一律にすることと大幅な引き上げを求めた。[152] 意見書で求めた理由は以下の通りである。

1. 最低賃金の地域間格差があること。
地域別最低賃金額の最高額と最低額の差額は、1978年は86円であり、1992年まで1978年以降最小の1989年（79円）を除いて80円台で推移していた。しかし1993年以降は、徐々に差額が増加していった。特に2007年 - 2011年の間は特に増加しており、2018年で1978年以降最大の224円となった。
格差率（最高額を100とした場合の最低額の比率）は、1978年は75.7%であった。そして1990年（85.4%）までに格差率は増加し、最高額に対して最低額が相対的に高くなっていった。また、バブル景気最中にある1989年 - 郵政解散のあった2005年まで85%台を維持していたが、2006年 - 2014年の間に格差率は減少し、2014年は76.2%と、最高額に対して、最低額が相対的に低くなっていた。2015年以降は、徐々にではあるが、格差は縮まり2023年には80.2%となり、16年ぶりに80%台となり、2024年は81.8%であった。但し、差額は212円と依然存在している。[1][153]
2. 日本労働組合総連合会や静岡県立大学短期大学部の中澤秀一の最低生活費の試算より、都市部と地方の間で、ほとんど差がないこと。
3. 最低賃金を決める要素の1つである賃金や企業の支払能力の差異は、賃金構造基本統計調査等のデータにより、「地域」による差異よりも企業規模や産業、職種による差異の方が大きいこと。更には、医療や福祉の分野においては、全国一律の診療報酬や介護報酬の基準に基づいて支払われるため、地域の差異がほとんどない。
4. 憲法25条より、「健康で文化的な最低限度の生活」を謳っており、現状の最低賃金額（全国加重平均額：時給1,055円）が、前述の最低生活費の試算（時給1,300 - 1,400円に相当）を下回っているため、大幅な引き上げが必要なこと。
5. 後述にも指摘しているが、最低賃金額の高低により、最低賃金の低い所から高い所へ若年層が流出していることは明らかであり、その結果、最低賃金の低い地方の経済が停滞し、地域間格差が固定され、拡大が生じてしまう。これは、「国民経済の健全な発展に寄与する」という法の目的に反すること。
6. 引き上げ方は、いきなり上げるのではなく、一定期間をかけて最低賃金の低い地域の底上げを図り、高い地域に接近させていくこと。そうすることで、全体の引上げを図りつつ地域間格差を段階的に縮小させる。
7. 最低賃金引上げによる影響を大きく受けることになる中小企業への充実した支援をして、中小企業への影響を緩和させること。
8. 全国一律にする際、若年層に対しての賃金額を設ける是非を議論すること。

- 日本共産党では、現行制度では格差が広がるとして、全国一律の最低賃金にし、最終的には1500円にすべきと主張している[115]。
- 静岡県立大学短期大学部准教授の中澤秀一は、憲法25条の「健康で文化的な最低限度の生活」の観点から、最低賃金は時給1,500円必要であり、現行の最低賃金額では低すぎると主張している[88]。また、大都市では住居費が高くなる一方、地方では車が生活に不可欠でありその維持費がかかるため、地域別で大きな差は出ないから、全国一律の最低賃金にすることにより、地域間格差を解消し地方からの人口流出を防げる、とも主張する[154]。

### 水準について
経済学者の川口大司は、最低賃金の水準については、最低賃金の推移を平均賃金の推移と比較すると、両者は乖離しているとしており、日本における最低賃金が実際は賃金水準の決定に大きな制約となっていない可能性が考えられてきたとしている。

#### 地域差
- 地域別最低賃金は、関東、東海、近畿の都市部では高く、東北、四国、九州の地方部では低いことが示されている。実際、2024年の地域別最低賃金の全国加重平均は1,055円であるが、それを上回るのは東京都(1,163円)、神奈川県(1,162円)、大阪府(1,114円)、埼玉県(1,078円)、愛知県(1,077円)、千葉県(1,076円)、京都府(1,058円)の7都府県だけであり、大部分はその水準に達していない。地域間にある最低賃金の格差は、地方の人口流出や外国人の集住といった問題を引き起こす要因の1つにもなっていると言われている[1][20]。
- NHKのNews Upで発表された2018年10月18日の記事によれば、2018年10月に改訂された最低賃金の額で最も高い東京の985円に対して、最も低い鹿児島は761円と224円の差があった。そのため、同じ仕事でも1日8時間、週休2日で働いて1か月で3万9000円、年間47万円の差が出ることを指摘している。
こうしたことから、最低賃金の低い県から高い県へ越境通勤する事例も見られる。また、最低賃金の低いところほど、人口が流出し、高いところほど人口が流入している傾向が見られた。そのため、これだけが原因ではないが、地方の人口減少を加速させるの一因であると考えられる[156]。
賃金構造基本統計調査を基づいた推計では、2014年（平成26年）は都道府県別で、地域別最低賃金額1.15倍未満の労働者の割合が高い順に沖縄県（21.71%）、北海道（20.47%）、神奈川県（19.88%）である。逆に低いのは順に、香川県（6.79%）、徳島県（7.48%）、山梨県（8.63%）である。割合の一番高い県と低い県との差は、約3.2倍の格差がある[66][67]。
更に、最低賃金未満の労働者の割合は、令和4年度では、事業所規模30人未満（製造業等は100人未満）の中小企業を対象とした調査では全国で約1.8%であった。都道府県別では、最も高かったのが神奈川県（約3.0%）であり、逆に低かったのが愛知県（約0.8%）であった。農林水産業の事業所規模5人以上の民営事業所（5 - 9人の事業所については企業規模が5 - 9人の事業所に限る。ただし、教育や医療などの一部の法人は含まれていない）が対象の賃金構造基本統計調査特別集計によれば約2.3%であった。都道府県別では、都道府県別では、最も高かったのが、神奈川県（約3.1%）であり、逆に低かったのが徳島県（約0.8%）であった。割合の一番高い都道府県と低い都道府県との差は、前者で約3.75倍、後者で約3.88倍の格差がある[61]。
- 2021年7月の中央最低賃金審議会の資料より、ハローワークで受理した求人票のパートタイム労働者（雇用契約において雇用期間の定めがないか、または4か月以上の雇用期間が定められている、季節労働を除くもの）の1求人票あたりの募集賃金平均額は2020年平均で1,082円であり、2021年4月時点で1,080円であった。都道府県別にみると2020年平均で、最も高いのが神奈川県の1,236円であり、次いで東京都が1,217円であった。逆に最も低かったのが青森県の928円であり、次いで秋田県の938円であった。
更に、求人票の賃金額で低い額（例えば、求人票に記載された賃金額が、18 - 24万円なら、18万円）の平均額は、2020年平均で1,025円であり、2020年4月時点で1,023円であった。都道府県別にみると2020年平均で、最も高いのが神奈川県の1,163円であり、次いで東京都が1,157円であった。逆に最も低かったのが青森県の893円であり、次いで秋田県の900円であった。どちらも約1.3倍の差がある[130]。
- 一方で、2021年5月26日におこなわれた第１回目安制度の在り方に関する全員協議会で使用された「資料No.4 最低賃金に関する先行研究・統計データ等の整理（案）」より、地方出身者の東京圏への移動する理由には、就職や転職等の仕事以外の理由で移動する者がいること、最低賃金の1.1倍以内で働く労働者は、他の労働者と比較して仕事を理由とした移動の割合が半分程度と少ないことを指摘しており、都市の一極集中や過疎化に都道府県間の最低賃金格差以外にも理由を見出すことが必要であるとした[149]
- また都道府県単位で最低賃金が定められるため、兵庫県や北海道といった都市部と地方部の差が大きい都道府県では都市部の最低賃金に合わせて設定されるため地方・過疎地域でも都市部並みの賃金が要求される側面がある。

#### 生活保護との関係
- 「最低賃金は生活保護基準以下に抑えられており、これは労働者の生活よりも、企業活動を優先しているからだ」という意見は国会をはじめ、各所で取り上げられている。例えば2004年（平成16年）の第159回国会では日本共産党参議院議員、畑野君枝が最低賃金と生活保護基準との関連について質問主意書を出したのに対し、小泉純一郎内閣総理大臣（当時）が答弁書で「両制度はその性格等を異にしており、また生活保護費は住宅費等勘案する要素が多く、最低賃金と生活保護の水準を単純に比較することは適切ではない。しかしながら、中央最低賃金審議会で生活保護も参考にしながら最低賃金の水準を検討している」と答えている[157]。

#### 男女差
- 川口大司は、男女別に賃金分布を概観すると、女性において最低賃金があることにより賃金分布が大きく歪められており、最低賃金に近い賃金水準で働いている労働者が、相当数存在するとしている[155]。また川口大司は、都道府県別に平均賃金と最低賃金の差をみると、その差は地域によってばらつきがあるとしており（例：青森県は東京都に比べて最低賃金と平均賃金の差が小さい）、地方の女性労働市場においては最低賃金が制約となっている可能性が高いとしている[155]。
- また、賃金構造基本統計調査を基づいた推計では、2014年（平成26年）は性別にみると、地域別最低賃金額未満の比率を性別にみると、男性1.15%、女性2.88%と、女性の方がわずかに高い。地域別最低賃金額1.15倍未満の労働者の割合は男性6.45%、女性22.51%であり、女性労働者のうち約2割の労働者の賃金は最低賃金から100円 - 130円程度高い水準未満にある[66][67]。ただし、この調査は、非農林水産業の事業所規模5人以上の民営事業所「5 - 9人の事業所については企業規模が5 - 9人の事業所に限る」を対象にしており、教育や医療などの一部の法人は含まれていないことに留意する必要がある。

#### 水準に対する労使対立
- 傾向として、労働者側は「できるだけ高くしてほしい」と願っているが、使用者（企業）側は「できるだけ低く抑えたい」というものがある[158]。また、日本の最低賃金は必ずしも高くないとされるが、これは、最低賃金変更者の経営使用者側への過度の配慮、最低賃金の引上げは雇用削減になる、高賃金の労働組合員の関心が低い、低賃金者の多くは既婚女性のパートタイマーや若年層である、という事情がある[要出典]。
- 経済学者の橘木俊詔は「正規労働者が主たる参加者である労働組合は、非労働組合員である非正規労働者との間で同一価値労働・同一賃金の原則を拒否することが多い。身分が保護されている正規労働者は、この原則が導入されれば、非正規労働者の一時間あたり賃金が上がるため、自分たちの賃金を下げられるためである」と指摘している[159]。橘木は「最低賃金の引き上げに関して、労働組合は表面上は賛成するが、実態は無関心である。非労働組合員の最低賃金が引き上げられると、組合員の賃金が下げられかねないと恐れる。労働組合員の権益を守りたいという労働組合の行動原理が存在することは否定できない」と指摘している[159]。
- 2019年5月14日、日本国政府は経済財政諮問会議を開き、民間議員は企業が最低支払わなければならない最低賃金に関し、全国加重平均が時給1000円になることを「より早期に目指すべきだ」と提言。引上げペースの加速を促していた[160][161]。
この会議での最低賃金引き上げの方針に対して、日本商工会議所では、2018年の最低賃金引き上げの際、約4割の中小企業が引き上げの影響があったこと、中小企業の賃上げ率（2018年：1.4%）より高い最低賃金引き上げ率（3.0%）は、設備投資の抑制など中小企業の経営を直撃し、事業の存続を危うくすることから、反対する要望書を厚生労働省・自民党に2019年5月28日に提出した。また、業務改善助成金[162] の助成対象の強化拡充や交付申請の簡素化、最低賃金改定を年初めまたは年度初めにすること、特定最低賃金の廃止の検討も要望書により要望した[163][164]。
要望書提出後、2020年1月より、業務改善助成金を助成できる条件が、企業の従業員数30人以下から100人以下へ、企業の最低賃金が800円未満から850円未満へと拡充された[162]。翌年の2020年4月にも最低賃金引き上げの影響が引き続きあること、そして2020年には、2019年コロナウイルス感染症（COVID-19）の流行の影響を理由に、引上げの凍結も視野も入れた最低賃金上昇率の抑制を要望していた[31][165]。

#### 2006年12月労働政策審議会答申
- 2006年（平成18年）12月27日に、労働政策審議会は以下の内容で答申を行った[166]。
  - 低賃金労働者が増加したため、安全網としての役割を十分果たすようにする必要がある
    - →この役割は、地域別最低賃金で行う

  - 社会保障との整合性を取る必要がある
  - 罰則の強化
  - 産業別最低賃金は、労使による届け出によって決めることができ、こちらについては罰則の適用はされない
  - 派遣労働者については、派遣先の最低賃金を適用する

#### 格差是正緊急措置法案
- 民主党は2007年3月1日、最低賃金を時給1,000円程度[* 34] とするなどを骨子とした「格差是正のための緊急措置等に関する法律案」を衆議院に提出[167]。低賃金労働者からはほぼ無条件に歓迎されているが、経営者は難色を示している[要出典]。
- 若田部昌澄は「民主党は賃金を上げると需要が増え景気が良くなると言っているが、最低賃金の引き上げによって景気が改善したという実例は無い」と指摘している[132]。
- 大竹文雄は「最低賃金を1000円に引き上げによる影響は、
  1. 時間当たりの生産性が1000円を下回る未熟練労働者（アルバイト学生・主婦）は職に就けなくなる
  2. 企業は、生産性が1000円未満の未熟練労働者を雇えないため、中長期的に未熟練労働者の仕事を機械で代替させようとする

の2つに大別できる。未熟練労働者の失業が増えれば、勤労者世帯の所得は減り、モノは売れなくなり、消費不況の度合いを深めるはずである。最低賃金の引き上げは、貧困・格差対策として逆効果となり、景気に悪影響を及ぼす可能性がある」と指摘している[168]。
飯田泰之は「最低賃金1000円というのは、実質的には大企業に税を課すことと同じになる。大企業ほど『海外に逃げる』という選択肢が大きくなる。また、労働力を機械に置き換えることもありうる。そこを規制するのは論理的に無理である」と指摘している[169]。

#### 規制改革会議による提言
- 2007年（平成19年）5月21日に、規制改革会議は以下の内容で提言を行った[170]。
  - 労働者保護を強くしすぎることによって、正規雇用を抑制する結果を招いている。労働者の権利を強めることが労働者を保護するという考え方は間違い。
  - →この観点から、考えなしに最低賃金を引き上げると、最低賃金に満たない生産性の業種の労働者の失業を招き、かえって失業者を増やす。

#### 国連社会権規約委員会勧告
- 国際連合経済社会理事会の経済的、社会的及び文化的権利委員会（社会権規約委員会、CESCR）は、第50回会期に行なわれた日本の第3回報告審査の総括所見を2013年5月17日に採択し[171][172]、この中で、日本の最低賃金が最低限の生活水準、生活保護および生活費の増加を下回っているおそれがあるとの懸念を示した。その上で、労働者およびその家族が人並みの生活を営むことを可能とすることを最低賃金の決定要素として加えるべくその見直しを勧告するとともに、次回定期報告書において最低賃金未満の賃金支払いを受けている労働者の比率を報告するよう求めた。

#### 地方最低賃金審議会の公平性について
地方最低賃金審議会では、経営者側の委員は中小企業の経営者等が多いにもかかわらず、労働者側の委員は大企業労働組合の代表が多く、地域別最低賃金により影響を受ける中小零細企業の労組代表がほとんど選任されていない。このことは国会でも取り上げられた。これは主に中小零細企業の労組では、労働者側委員を出せるだけの組織率を有している労組がないことが大きく影響しているといわれている。

#### 新興国と日本の最低賃金格差
外国人労働者は、介護や建設業といった人手不足の業種を中心として、存在感を高めている。特に、単純労働や肉体労働に従事する外国人留学生や技能実習生は近年大きく増加している。
第一生命経済研究所の星野卓也によれば、日本と新興国との間の最低賃金格差は、新興国の経済成長により、縮小している。そのため今後、日本で働く動機となっている賃金の高さが薄まってしまい、外国人労働者に頼ることは、出来なくなる可能性が出てくると指摘している。
具体的には、日本との最低賃金格差は、2005年と2018年（フィリピンは2016年）の値とIMF「World Economic Outlook」の一人当たりGDP を用いて延長推計した2024年（フィリピンは2022年）を比較すると
- ベトナム：46.1倍→22.0倍→16.8倍
- ネパール：30.1倍→10.8倍→7.9倍
- フィリピン：6.6倍→4.1倍→3.1倍
- 中国：14.4倍→3.6倍→2.8倍

と、最低賃金格差が縮小していること、そしてこうした傾向は今後も続いていくことが分かる。
また、中国では、日本に渡航して働くことは、渡航費用や語学などの研修費用の負担を差し引いても、割りに合わなくなりつつある。そのため、企業によっては、中国人から日本人へ雇用を切り替えている企業も出ている。
隣国の韓国や台湾は、日本と同じく少子高齢化やそれに伴う人手不足を理由に、外国人労働者をすでに積極的に受け入れている。そのため、日本との獲得競争が生じてくることが予想される。
韓国の外国人労働者数は96.2万人（2016年時点、韓国統計局）、台湾の外国人労働者数は70.6万人（2018年時点、台湾労働省）。全人口に占める割合は韓国1.9%、台湾2.9%、日本1.2%である。
3国の中で最低賃金額は、日本が長らくトップに立っていたが、2018年に日本と韓国の水準が逆転し、韓国がすでに優位に立っている。しかしながら、日本では2019年10月には901円（全国平均加重）となり、韓国は、2018年・2019年の急激な引き上げの反動により、上昇率が2.9%に減速して、時給8,590ウォンとなるため、2020年には、日本が優位に立つことになる。
いずれにしろ、「単純・肉体労働の人手不足は外国人に」という発想のみでは、今後は難しくなっていくことが明らかである。人手不足に直面している企業は、いずれ設備投資による省力化、ビジネスモデルの変革、販売価格の引き上げなどによって労働生産性の改善を求められることになる。